# مبنى البرلمان السويدي
مبنى البرلمان السويدي (بالسويدية: Riksdagshuset) هو مقر البرلمان السويدي يقع في مدينة هيلجندشولمن (بالسويدية: Helgeandsholmen) في قلب العاصمة ستوكهولم. تم البدء في إنشائه عام 1897 وإنتهى في عام 1905.

## التصميم المعماري
المبنى صممه ارون جوناسون على الطراز الكلاسيكي الجديد يعتمد في تصميمه على إحياء عمارة الباروك وهو طراز معمارى يعود للقرن التاسع عشر

تم إقامة مسابقة لاختيار أفضل تصميم والذي فاز به جوناسون. بمجرد افتتاح المبنى، تم انتهاء العمل في المبنى القديم للبرلمان في ريدرهولمن.

## جائزة رايت ليفيلهوود
يقوم البرلمان سنويا بمنح جائزة رايت ليفيلهوود منذ عام 1980.